# Volilna geometrija
Volilna geometrija je začrtanje volilnih okrajev na način, ki je ugoden za določeno stranko, namesto sledenja nevtralnim geografskim načelom. Rezultati volitev so tako nesorazmerni z dejansko podporo strank.
Območja z volivci nezaželene stranke so razdeljena tako, da imajo ti kar se da majhen vpliv na volilne izide. Nezaželeni volivci so lahko "strpani" v en sam okraj, da imajo v drugih okrajih manj moči, ali pa je območje, ki ga poseljujejo, razdeljeno med druge okraje tako, da v vsakem volivci druge strani prevladajo.